# トヨタ・i-swing

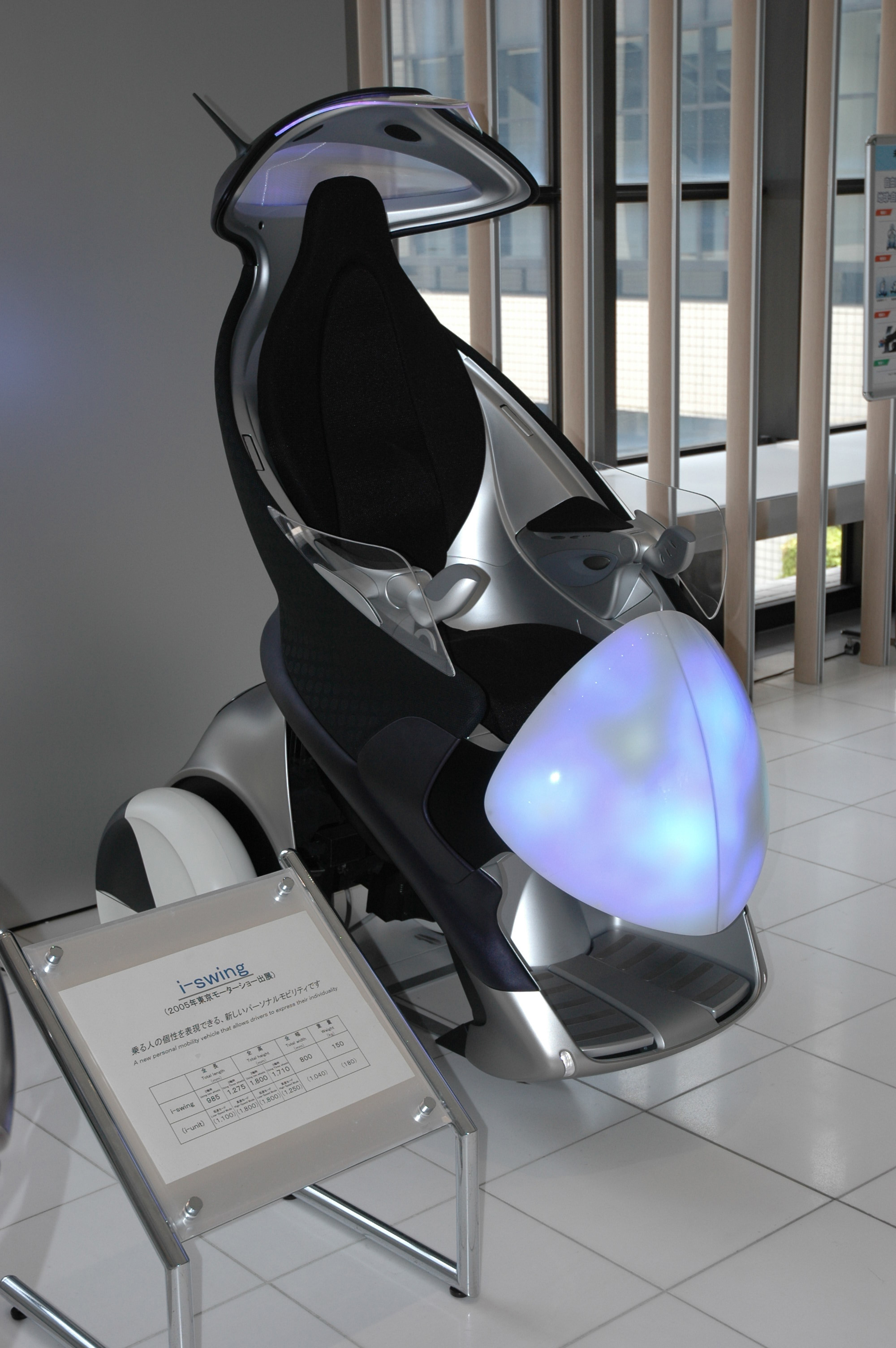
トヨタi-swing

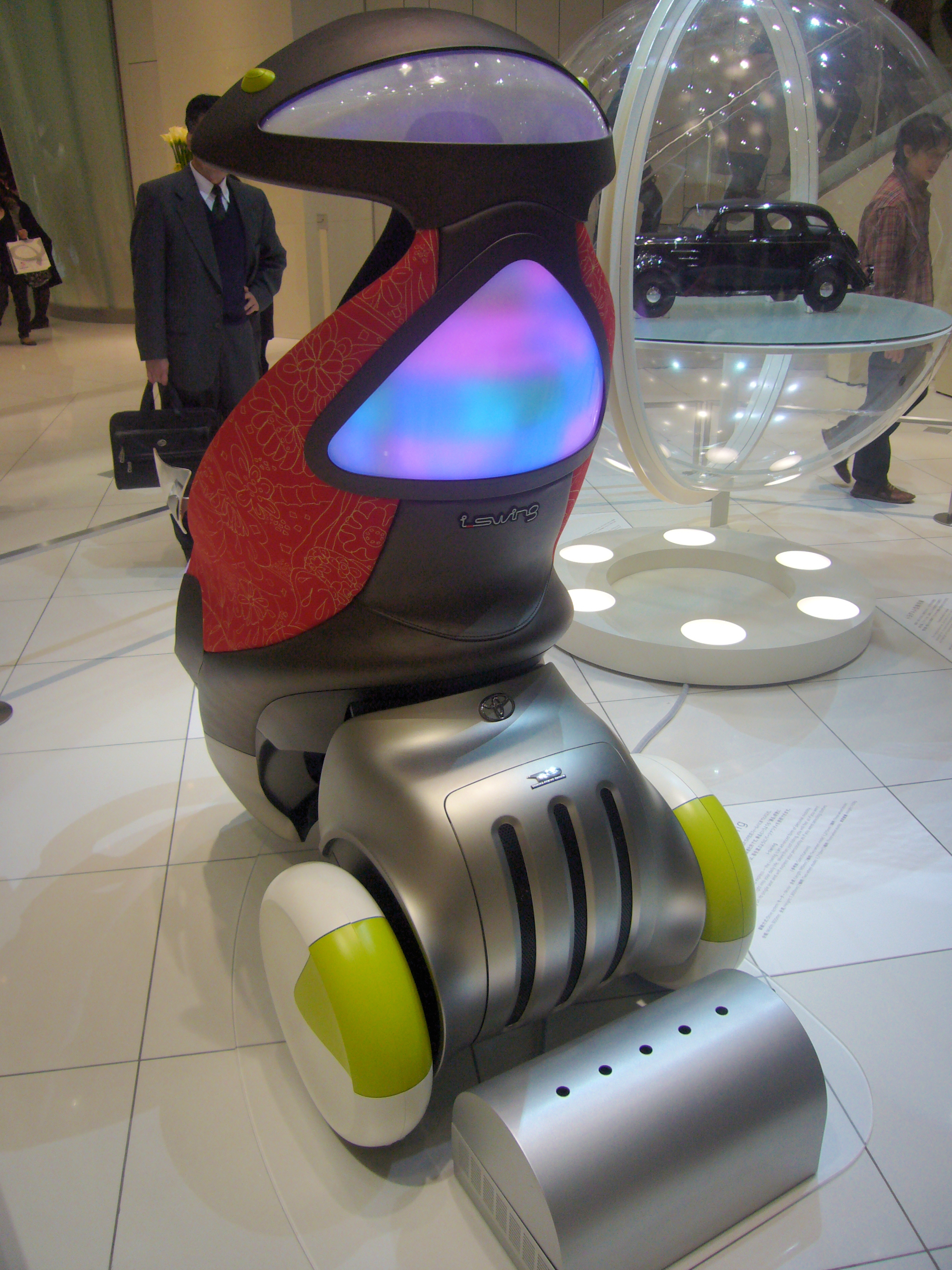
トヨタi-swing背面

トヨタ・i-swingとは、トヨタ自動車が開発したパーソナルモビリティのこと。

## 概要
「PM」「i-unit」といった、トヨタが今までに開発してきたパーソナルモビリティをさらに進化させたもの。2005年の東京モーターショーで発表された。
今までのパーソナルモビリティよりも小型化され、クルマに「乗る」のではなく「着る」という感覚で、より生活空間に溶け込むようなデザインとなっている。ボディは歩行者と衝突しても衝撃を和らげる、低反発ポリウレタンを採用。正面の分割開閉ドアと背面の三角形パネルはディスプレイになっており、気分に合わせて任意のイメージを流すことが出来る。
2つのモードが存在し、低速時は前輪を収納してセグウェイのように2輪で走行し、スピードを出したりするときは前輪を出して3輪で走行する。またi-swingは荷重を感知して車体を自ら傾けることで、人間が動くときと同じように重心の位置、加重バランス、駆動力などを制御し、高重心・短ホイールベースにもかかわらず、安定した乗り心地と高い運動性能を実現している。
操作は、ドライブコントローラーというジョイスティックのようなものと、ペダルによって行う。慣れればダンスのようなアクティブな動作をすることも可能。
また1台1台に専用のAIが備わっており、ドライバーの情報を蓄積することで、ドライバーの嗜好にあった情報を提供したりすることが可能。またAIを通して他のi-swingとコミュニケーションを取ることができる。さらに、自分が運転しなくてももう1台のi-swingと並んで走行することも出来る。

## 諸元
- 全長：985mm（二輪走行時）/1275mm（三輪走行時）
- 全幅：800mm
- 全高：1800mm/1710mm
- 車両重量：150kg
- ホイールベース：600mm
- 乗車定員：1人